# Řetová (berg)
Řetová är ett berg i Tjeckien.   Det ligger i regionen Pardubice, i den östra delen av landet, 140 km öster om huvudstaden Prag. Toppen på Řetová är 575 meter över havet, eller 125 meter över den omgivande terrängen. Bredden vid basen är 8,3 km.
Terrängen runt Řetová är kuperad österut, men västerut är den platt. Runt Řetová är det ganska glesbefolkat, med 50 invånare per kvadratkilometer. Närmaste större samhälle är Ústí nad Orlicí, 4,7 km norr om Řetová. I omgivningarna runt Řetová växer i huvudsak blandskog.